# Hideya Tawada
Hideya Tawada (多和田 秀弥 Tawada Hideya?,  Prefectura de Osaka, Japón, 5 de noviembre de 1993) es un actor y modelo japonés, afiliado a GV. Es principalmente conocido por interpretar a Kinji Takigawa/Starninger en la serie de televisión Shuriken Sentai Ninninger de la franquicia de Super Sentai, así como también a Osamu Dazai en las adaptaciones teatrales de Bungō Stray Dogs.

## Biografía
Tawada nació el 5 de noviembre de 1993 en Osaka, Japón. En 2010, ganó un premio especial en una audición para modelos exclusiva de la revista Fineboys. En 2012, Tawada interpretó a Kunimitsu Tezuka en la segunda temporada del musical de The Prince of Tennis. En abril de 2015, interpretó el papel de Kinji Takigawa/Starninger en la 39.ª serie de Super Sentai, Shuriken Sentai Ninninger. 
En 2017, interpretó a Kōhei Sugihara en la película Hidamari ga Kikoeru, basada en el manga homónimo de Yūki Fumino. En ella desempeña el rol de un joven con problemas de audición que se aísla del mundo.

## Filmografía

### Televisión
- Shuriken Sentai Ninninger (2015-16) como Kinji Takigawa/Starninger
- Fukigen na Kajitsu (2016) como Ryōsuke Yamagishi
- Otoko Meshi (2016)
- Joi Kuraishi Shōko ~ Shi no Kenkyūshitsu (2016) como Daisuke Satō
- Kamen Rider Zi-O (2018-19) como Rentaro Kagura/Kamen Rider Shinobi/Another Rider Shinobi

### Películas
- Gachiban Series: New Generation (2015) como Suzuki Aida
- Shuriken Sentai Ninninjā: Za Mūbī Kyōryū Tono-sama Appare Ninpōchō! (2015) como Kinji Takigawa/Starninger
- Shuriken Sentai Ninninjā: Tai Tokkyūjā Za Mūbī Ninja In Wandārando (2016) como Kinji Takigawa/Starninger
- Dōbutsu Sentai Jūōjā Tai Ninninjā: Mirai kara no Messēji Furomu Sūpā Sentai (2017) como Kinji Takigawa/Starninger
- Hidamari ga Kikoeru (2017) como Kōhei Sugihara

### Programa de variedades
- More Seven (2016, Mezamashi TV) como Reportero